# 永安乡 (农安县)
永安乡，是中华人民共和国吉林省长春市农安县下辖的一个乡镇级行政单位。

## 行政区划
永安乡下辖以下地区：
苏吉良子村、龙凤村、永新村、青山村、太平村、永安村、六合村、东安村、巨宝村、艾干吐村、羊营子村和民主村。